# Afa (Córsega do Sul)
Afa é uma comuna francesa na região administrativa de Córsega, no departamento de Córsega do Sul. Estende-se por uma área de 11,84 km². 